# Mülheim an der Ruhr
Mülheim an der Ruhr este un oraș în landul Renania de Nord-Westfalia, Germania. Are statut administrativ de district (urban), fiind deci un oraș-district (în germană kreisfreie Stadt).

## Personalități născute aici
- Klaus Heitmann (1930 - 2017), scriitor, romanist;
- Bodo Hombach (n. 1952), politician.